# Julia (filme)
Julia (bra/prt: Julia) é um filme estadunidense de 1977, do gênero drama de guerra, realizado por Fred Zinnemann, com roteiro de Alvin Sargent baseado no romance Pentimento, de Lillian Hellman.

## Sinopse
Duas amigas de infância percorrem caminhos diferentes: a mais rica, Julia, foi estudar em Viena, e a outra, Lillian Hellman, tornou-se escritora, e quando alcança a fama é convidada a ir para a União Soviética.
Julia, que vive na Europa, pede-lhe que contrabandeie dinheiro através da Alemanha para ajudar as vítimas do regime nazista, que se encontrava em ascensão meteórica. A missão apresentava perigo, pois Lillian era uma intelectual judia que rumava para a Rússia comunista.
As duas têm um rápido encontro e a escritora toma conhecimento que Julia tinha uma filha. Logo após regressar para a América do Norte, Lillian fica a saber que a sua amiga rica foi assassinada. Ela então viaja para a Inglaterra, na esperança de encontrar a filha de Julia, a quem tinha prometido cuidar.

## Elenco
- Jane Fonda .... Lillian Hellman
- Vanessa Redgrave .... Julia
- Jason Robards .... Dashiell Hammett
- Maximilian Schell .... Johann
- Hal Holbrook .... Alan Campbell
- Rosemary Murphy .... Dorothy Parker
- Meryl Streep .... Anne Marie
- John Glover .... Sammy
- Lisa Pelikan .... Julia - jovem
- Susan Jones .... Lillian - jovem
- Dora Doll .... passageira

## Principais prémios e nomeações
Oscar 1978 (Estados Unidos)
- Ganhou três prémios, nas categorias de melhor actor secundário (Jason Robards), melhor actriz secundária (Vanessa Redgrave) e melhor argumento adaptado.
- Recebeu ainda oito nomeações, nas categorias de melhor filme, melhor realizador, melhor actor (Maximilian Schell), melhor actriz (Jane Fonda), melhor fotografia, melhor guarda-roupa, melhor edição e melhor banda sonora.

Globo de Ouro 1978 (Estados Unidos)
- Ganhou dois prêmios, nas categorias de melhor actriz - drama (Jane Fonda) e melhor actriz secundária (Vanessa Redgrave)
- Recebeu ainda cinco nomeações, nas categorias de melhor filme – drama, melhor realizador, melhor actor secundário (Jason Robards e Maximilian Schell) e melhor argumento.

BAFTA 1979 (Reino Unido)
- Ganhou quatro prémios, nas categorias de melhor filme, melhor actriz (Jane Fonda), melhor argumento e melhor fotografia.
- Recebeu ainda seis nomeações, nas categorias de melhor realizador, melhor actor secundário (Jason Robards), melhor guarda-Roupa, melhor banda sonora, melhor edição e melhor direcção de arte.

Prêmio César 1979 (França)
- Recebeu uma nomeação na categoria de melhor filme estrangeiro.

Prêmio David di Donatello1978 (Itália)
- Venceu na categoria de melhor atriz estrangeira (Jane Fonda) e melhor diretor.

Prêmio NYFCC 1977 (New York Film Critics Circle Awards, EUA)
- Venceu na categoria de melhor ator coadjuvante (Maximilian Schell).